# Tiefe Wasser (1983)
Tiefe Wasser ist ein Kriminalfilm aus dem Jahr 1983. Der zweiteilige Fernsehfilm entstand unter der Regie von Franz Peter Wirth und beruht auf dem gleichnamigen Roman von Patricia Highsmith aus dem Jahr 1957. 

## Inhalt
Vic van Allen ist ein wohlhabender introvertierter Mensch. Er pflegt einen alten, rechtsgelenkten englischen Oldtimer, züchtet Schnecken und hört klassische Musik von audiophilen Anlagen. Und er kann es sich leisten, ein weiteres Hobby als Beruf auszuüben: Er druckt in seinem Verlag anspruchsvolle Literatur in kleinen, handgefertigten Auflagen. Zusammen mit seiner Frau hat er eine Tochter namens Trixie. Großzügigkeit, Hilfsbereitschaft und Toleranz zeichnen ihn aus. Seine Freunde meinen allerdings, er sei schon fast zu rücksichtsvoll – zumindest im Hinblick auf seine lebenslustige Frau Melinda. Denn die bringt immer wieder neue Liebhaber nach Hause. Vic gibt vor, dies zu tolerieren. Im Rahmen einer Party eskaliert allerdings die Situation, und Vic ertränkt einen seiner Nebenbuhler – Barpianist Charlie – im hauseigenen Swimmingpool. Melinda verdächtigt ihn sofort. Allerdings kann ihm der Mord nicht nachgewiesen werden. Vic hat durch den Mord eine Schwelle überschritten, und es bleibt nicht bei diesem einen.

## Hintergrund
Der Roman wurde bereits 1981 in Frankreich mit Isabelle Huppert und Jean-Louis Trintignant in den Hauptrollen verfilmt – unter dem Titel „Stille Wasser“; Regie bei diesem Psychothriller führte Michel Deville.
Das Fernsehspiel wurde im Mai 2014 auf DVD veröffentlicht.
Eine weitere Verfilmung erfolgte 2022 unter dem gleichnamigen Titel.